# NA6
NA6 war ein Experiment am Super Proton Synchrotron des CERN, das 1977 bis 1987 durchgeführt wurde. Ziel war die Vermessung der Streuung hochenergetischer Protonen und Neutronen mit kleinen Impulsübertragungen. Sprecher der Kollaboration war Kay Runge von der Albert-Ludwigs-Universität Freiburg.

## Aufbau
Eine unter 40 bar stehende Wasserstoff-Probe wurde mit Neutronen beschossen. Im zylindrischen, aus rostfreiem Stahl gefertigten Druckcontainer der Probe, befanden sich ein Meter lange Proportionalzähler, die wiederum von zwölf Szintillatoren umgeben waren. Hinter der Probe befand sich eine fast 120 Meter lange mit Helium gefüllte Röhre. Vor und hinter der Röhre waren Vetozähler installiert. Den Abschluss bildete ein Neutronenspektrometer. Bestandteile des Spektrometers waren ein Konverter, ein Vieldraht-Proportionalkammer-System und ein total absorbierendes Kalorimeter. Der Konverter bestand aus einer 3,25 Zentimeter starken Eisenplatte. Ebenfalls auf Eisenplatten basierte das Kalorimeter, das aus jenen und Szintillatoren aufgebaut war.